# Hohenbergia stellata
Espèce
Classification phylogénétique
Hohenbergia stellata est une espèce de plante de la famille des Bromeliaceae.